# Stoltebøl
Stoltebøl (dansk) eller Stoltebüll (tysk) er en landsby og kommune beliggende nord for Kappel i det østlige Angel i Sydslesvig. Administrativt hører kommunen under Slesvig-Flensborg kreds i den tyske delstat Slesvig-Holsten. Kommunen samarbejder på administrativt plan med andre kommuner i omegnen i Gelting Bugt kommunefællesskab (Amt Geltinger Bucht). I kirkelig henseende hører Stoltebøl under Tøstrup Sogn. Sognet lå i Slis Herred (Gottorp Amt, Slesvig), da området tilhørte Danmark.
Kommunen er landbrugspræget med flere landbrugsdrifter. I 2007 etableredes en biogasanlæg. Frem til sommeren 2006 rådede byen over en dansk skole (Gulde Danske Skole).

## Geografi
Kommunen er beliggende i et kuperede morænelandskab med højder op til 57 m. Markerne er typisk adskilt ved levende hegn (også læhegn eller knick på tysk). Jordbunden er lerholdig med nogen mose. Fra vest passerer den lille Grimså (Grimsau) både Skørdrup og Stoltebøl for at munde få km senere nord for Kappel i Slien. Syd for Stoltebøl ved Sønderskov er der et mindre skovområde (Drølt Skov el. på tysk Drülter Holz). Skoven hører under Drølt gods og drives efter anerkendte principper for bæredygtig skovbrug.
Kommunen består mestendels af spredtliggende gårde og hussamlinger samt enkelte landsbyer. Der kan bl.a. nævnes Damstedmark (Dammstedtfeld), Drølt eller Drylt (Drült), Fuglsang (Vogelsang), Fuglsangeng (Vogelsangwiese), Fuglsangmark (Vogelsangfeld), Gulde, Guldeholt (Guldeholz), Gråkjær el. Graakjær (Graukjer), Havregaardsvang (Habergaarwang), Hvidkilde (Wittkiel), Hvidkildegaard (Wittkielhof), Levshøj (Levshöh), Markskel (Marschall), Skørdrup (Schörderup), Skørdrupmark (Schörderupfeld), Skørdrupmølle, Skræpperyd eller Skræppery (afledt af skræppe- eller krat- og -ryde, Schrepperie), Spanbro (Spannbrück), Stenneshøj (Stenneshöh), Stoltebølhegn (Stoltebüllheck), Stoltebølholt (Stoltebüllholz), Sønderskov (Sünnerschau), Tækkerhuset (Deckerkate) og godset Drølt (tidl. Trølegaard, Drült). 
Kådnersted Tækkerhus er kommunens og Tøstrup Sogns østligste punkt, ved grænsen til Gelting og Kappel Sogne. Skræpperyde strækker sig til både Stoltebøl og Eskeris kommuner.

## Historie
Stoltebøl er første gang nævnt 1438. Stednavnet henføres til tillægsordet stolt. Skørdrup er dokumenteret 1438, byen nævntes dog allerede som krongods i jordebogen. Forleddet er måske samme ord, som haves i gl.da. Skyrebroder, Skursmand, Skursnævn (af oldnordisk skȳra≈forklære), hvorved forstås en slags bestillingsmand i et lag, en foged eller lignende. Stednavnet kan også henføres oldnordisk skȳrr (≈klar, ren). Stednavneforsker Laur sætter navnet i forbindelse med en forhenværende å-navn Skyra, som henføres til oldnordisk skor(a) (≈kløft, gennemskæring, indsnit) eller dansk skyre (≈høst). Gulde er første gang nævnt 1460. Stednavnet henføres til jordens frugtbarhed (guld) eller til gulblomstrende planter. Drølt er første gang nævnt 1460. Navnet henføres til oldnordisk drȳgja i betydning drøj, stor, tæt. Navnet Hvidkilde er første gang dokumenteret 1357. Forleddet Hvid- henføres enten til farven hvid eller til ved (ga.da. with, oldnordisk viðr) i betydning skov. Hvidkilde beskriver altså enten en hvid kilde eller en vandkilde i skoven. Skræpperyde er første gang nævnt 1687. Navnet henføres til plantenavnet skræppe. Landsbyen Markskel betegner et grænseskel (oldnordisk: markskil). Fuglsang hørte under godset Runtoft. Husmandssted Tækkerhus er første gang nævnt 1854 som Tekerhuus, nu på tysk Deckerkate, formodentlig som bosted for en tækkermand (tagdækker).

## Våben
Kommunevåbnet består af et stiliseret lindeblad og en le i farverne hvid og grøn. Leen symboliserer landbruget, lindebladet henviser til de mange lindetræer i området og derudover til en forhenværende planteskole i Hvidkilde.

## Eksterne hensivisninger
- Wikimedia Commons har flere filer relateret til Stoltebøl
- Kommunens hjemmeside (tysk)